# Scampanata
La scampanata è una manovra usata in voli acrobatici e consiste nel salire verticalmente verso il cielo finché l'aereo non perde potenza e velocità e per forza di gravità, viene attratto verso il basso con un capovolgimento che fa ritrovare il muso dell'aereo in basso ovvero verso la terra. Questa manovra, una volta che l'aereo si ferma arrivando a velocità 0, causa qualche secondo di stallo che dura finché l'aereo non torna a volare nel verso giusto.
Una manovra simile eseguita dal solista (pony n° 10) delle Frecce Tricolori (pattuglia acrobatica nazionale dell'aeronautica militare italiana) è il Lomcevak.